# Pullman (bedrijf)
De British Pullman Car Company (PCC) werd in 1881 opgericht en was genoemd naar de Amerikaanse rijtuigbouwer George M. Pullman, die in 1865 het slaaprijtuig in de Verenigde Staten introduceerde.
Het Britse bedrijf maakte luxe passagierswagons voor het treinverkeer in het Verenigd Koninkrijk. Vijf jaren eerder was de Compagnie Internationale des Wagons-Lits (CIWL) opgericht. Wagons-Lits maakte teakhouten slaap-, restauratie- en salonrijtuigen met teakhouten interieurs. Deze wagons werden ingezet op het Europese continent. Hun eerste grote reis was de Oriënt-Express in 1883.
In 1870 kwam George Pullman naar Engeland, waarna hij met Midland Railway zaken deed. Een van die eerste wagons, de Midland, is (in slechte staat) bewaard gebleven in Butterly.
Tijdens de Eerste Wereldoorlog hadden beide bedrijven dezelfde voorzitter, Sir Dalziel, en later Lord de Wooler. De concurrentie veranderde in samenwerking. Toen de rijtuigen van Wagons-Lits verouderden, werden ze vervangen door Pullman-wagons.

## Het continentale netwerk

### 1925
In 1925 reed de eerste stoomtrein met Pullman wagons van Milaan naar Nice. In 1926 introduceerde Wagons-Lits de Flêche d'Or van Parijs naar Calais. Op het Europese traject werd gebruikgemaakt van Europese Pullman-wagons. Nadat de passagiers op een veerboot naar Dover waren overgestoken, reisden zij in een Britse Pullman-wagon verder.

### 1927
Op 15 mei 1927 opende de lijn Parijs (Étoile du Nord) - Brussel - Amsterdam. Hier werden 2de klas Pullman-wagons geïntroduceerd, waarbij 38 in plaats van 24 personen in de restauratiewagon konden plaats nemen. Er kwam ook een lijn van Brussel naar Calais.

### 1928
Op 15 juni 1928 werd de Edelweiss geopend, een lijn van Amsterdam - Brussel - Luxemburg - Straatsburg naar Bazel. De trein kwam 's ochtends om 6 uur in Bazel aan. 
In 1928 werd ook een lijn geopend van Parijs naar de Belgische kust, in Doornik splitste de trein, een deel ging naar Knokke en een deel ging naar Oostende. Het Franse Chemin de Fer du Nord protesteerde, omdat de Franse badplaatsen hieronder zouden lijden. Na het eerste seizoen moest de lijn weer gesloten worden.
In de dertiger jaren was het Pullman-netwerk het grootst, maar na 1936 kwam er een terugval. Op 3 september 1939 verklaarden Frankrijk en het Verenigd Koninkrijk de oorlog aan Nazi-Duitsland en reed voorlopig de laatste trein.

### 1946
De vooroorlogse Pullman-wagons werden vervangen door zwaardere wagons. Op 9 januari 1946 reed de eerste nieuwe wagon mee op de lijn Brussel - Amsterdam. Daarna kwamen steeds meer lijnen terug, maar niet de Edelweiss-lijn.
Het einde van het bloeiende Pullman-tijdperk was in 1957, toen de Trans Europ Express (TEE) treinen werden ingezet. Alleen op de lijn Brussel - Parijs reed tot 1963 nog een eerste klasse Pullman-wagon mee.

## Nostalgie
Nadat de Oriënt-Express op 13 december 2009 werd opgeheven, ontstond de behoefte luxe treinreizen in gerestaureerd materiaal te maken. Onder de naam Venice Simplon-Orient-Express wordt een dienst onderhouden tussen Londen en Venetië, waarbij op het Britse traject gerestaureerde Pullman-rijtuigen worden gebruikt. Elf wagons uit de vooroorlogse periode werden hiervoor gerenoveerd. Alle wagons hebben een eigen naam. Zo werd de Perseus gebruikt bij staatsbezoeken maar ook voor de begrafenis van Winston Churchill.
Tussendoor worden korte reizen door Groot-Brittannië gemaakt.

## Pullman Club
De Pullman Club was een reisbureau dat treinreizen organiseerde. Afhankelijk van het seizoen werden meer of minder wagons aan de internationale treinen gekoppeld.
In 1942 werd het kantoor gesloten en namen de Duitsers alles in beslag. Direct na de Tweede Wereldoorlog werd de Pullman Club weer opgericht. Het kantoor kwam aan de Wassenaarseweg 12 in Den Haag.